# Ги II дьо Понтайлер
Ги II дьо Понтайлер (на френски: Guy II de Pontailler) е френски благородник, рицар и кръстоносец, участник в Стогодишната война и похода на граф Амадей VI Савойски срещу България.
Ги дьо Понтайлер е роден в Бургундия през 1335 г. Баща му е Юг дьо Понтайлер, майка му – Жана дьо Шалон. Той е далечен потомък на Гийом дьо Шамплит, който след Четвъртия кръстоносен поход става принц на Ахая и предшественик на династията Шамплит-Понтайлер, която в продължение на четири века има много важна позиция в Херцогство Бургундия.
През 1364 г. Ги дьо Понтайлер е назначен за маршал на Бургундия от херцог Филип Смели, позиция която заема до смъртта си през 1392 г. Заедно със своя сюзерен Ги дьо Понтайлер командва бургундската армия и участва в няколко военни кампании – Стогодишната война, битките срещу наемническите компании, които тероризират Франция, и накрая – войната във Фландрия.
През 1366 г., заедно с Жан дьо Виен, Потнтайлер се присъединява към кръстоносния поход на граф Амадей VI Савойски и участва в битките срещу турците при Галиполи и българите при Варна. През октомври 1366 г. в едно неуспешно за кръстоносците сражение край крепостта на нос Галата Ги дьо Понтайлер е пленен от българите и заедно с още двама рицари – Бартоломе Балюфие и Микаел дьо ла Пойп дьо Сен Сюлпис, е отведен в плен в Проват – крепостта край днешна Провадия. След преговори между граф Амадей и българския цар Йоан Александър рицарите са освободени срещу сумата от 2400 златни перпери и през 1367 г. се завръщат в родината си.

## Семейство
Ги дьо Понтайлер се жени два пъти.
- Първата му съпруга е Маргьорит дьо Блези, от която има две деца.
- Втората му съпруга е Маргьорит д'Англюр. От нея той има син – Ги III дьо Понтайлер, който през 1433 г. става рицар на Ордена на Златното руно.